# Vidazzone
Il vidazzone, o viddazzone, aidatone (in Logudoro) o ancora idassoni in alcune varianti della lingua sarda, è stato un antico sistema agricolo utilizzato in Sardegna, in particolar modo durante il Cinquecento, che prevedeva l'obbligo di rotazione annuale nell'utilizzazione dei terreni, praticato sia nei terreni pubblici ad uso civico (ademprivio), sia nei terreni privati.
Il sistema prevedeva un periodo annuale o, in certe zone, biennale, di semina, quasi esclusivamente composta da grano, seguita da un anno a maggese con annesso utilizzo a pascolo per il bestiame al fine di garantire la concimazione naturale, in modo da migliorarne lo sfruttamento. 
Con questo termine si denotavano, per estensione, anche i terreni in prossimità del centro abitato su cui veniva applicato il vidazzone. Nel senso più stretto descriveva le barriere poste a protezione nel raccolto onde evitare l'ingresso del bestiame. Spesso venivano addirittura assoldate delle guardie appositamente per verificare che si operasse correttamente la separazione tra la parte coltivata e quella destinata a pascolo.
Questo genere di terre, gli ademprivi, ricadevano sotto la giurisdizione del villaggio o comune nel cui territorio si trovavano ed erano concesse agli abitanti dello stesso contro pagamento di un piccolo affitto o talvolta gratuitamente. L'affitto poteva essere in moneta o in natura sotto forma di prodotti agricoli.
Questo sistema era ancora in uso in molte località fino al secondo dopoguerra, e, seppure in un numero minore di comuni, il suo uso si è protratto fino a ridosso della fine del XX secolo.